# Sgabello 60

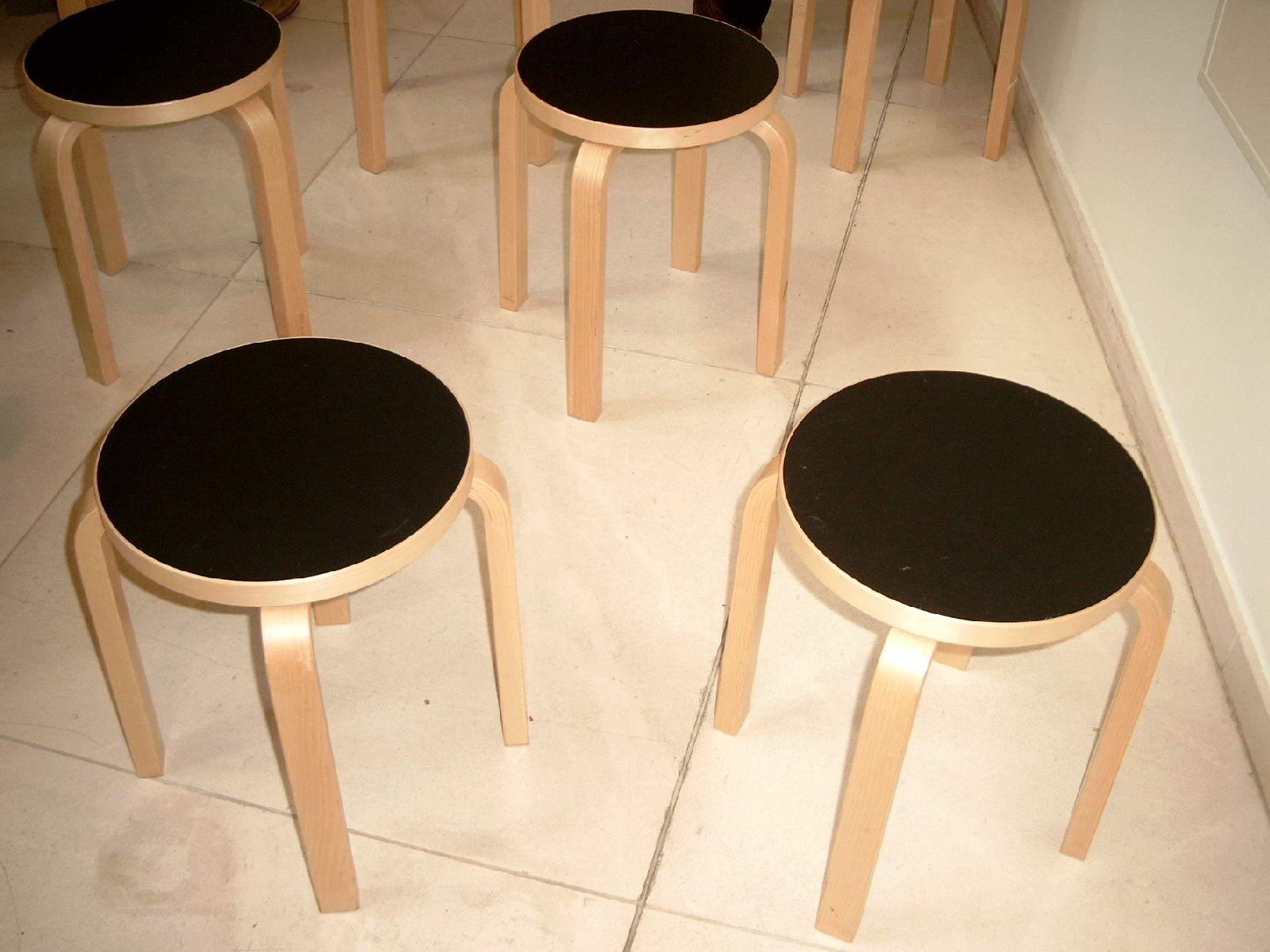
Sgabello 60, versione a quattro gambe

Lo sgabello 60 venne ideato nel 1933 dall'architetto e designer Alvar Aalto. Come altri elementi d'arredo da lui concepiti in occasione di specifiche realizzazioni architettoniche, la sua ideazione è contestuale al progetto per la biblioteca di Viipuri.
Considerato ormai un classico del design del XX secolo, rispecchia l'attenzione che Aalto poneva nell'utilizzo dei materiali, nel rapporto tra natura e tecnologia e nella volontà di non smentire la propria tradizione ma piuttosto di continuarla.
Molto funzionale e semplice nella sua struttura, lo sgabello 60 è impilabile ed è costituito da tre gambe che sorreggono un sedile rotondo realizzato in legno massello contenuto tra due fogli di legno compensato. L'elemento caratterizzante di questa seduta si ritrova nelle forma ad L delle sue gambe il cui processo di curvatura fu ideato dallo stesso Aalto insieme a Otto Korhonen, proprietario di una azienda produttrice di mobili.
Il procedimento consiste nell'inserimento di diversi sfogliati di legno di betulla in tagli longitudinali praticati a pettine nelle gambe in massello. La sagomatura avviene ponendo gli elementi in uno stampo a caldo per fissarne l'incollaggio. La giunzione tra gambe e sedile è realizzata tramite semplici viti.
Lo sgabello, prodotto da Artek anche in una versione con quattro gambe, viene venduto in diverse finiture e fa parte della collezione permanente del Museum of Modern Art di New York.